# Jelling
Jelling je obec v Dánsku, v regionu Syddanmark. V roce 2021 měla 3607 obyvatel. Leží asi 10 kilometrů severozápadně od Vejle.
Obec je známa především tím, že zde byly kdysi vztyčeny slavné runové kameny, zapsané roku 1994 na seznam Světové dědictví UNESCO. Starší a menší z kamenů nechal vztyčit kolem roku 955 první dánský král Gorm Starý, druhý, větší, jeho syn Harald Modrozub kolem roku 965. Kameny se nacházejí ve dvoře jellingského kostela mezi dvěma velkými mohylami. V severní mohyle vybudované v letech 958 až 959 (pravděpodobně pro krále Gorma) byla nalezena prázdná pohřební komora. Jižní mohyla byla postavena kolem roku 970. Poblíž kamenů postavil Gormův syn král Harald dřevěný kostel (965) a pod ním znovu uložil (965–966) ostatky svého otce, patrně byly přeneseny z mohyly. Komplex je jednou z nejnavštěvovanějším dánských památek.
Podle některých spekulací mohl být Jelling v počátcích Dánského království dokonce hlavním městem. Kuriozitou je, že až do roku 2007 v maličké obci měla sídlo banka Jelling Sparekasse. Její slogan zněl: "Kdyby byl král Gorm naživu, pravděpodobně bychom byli národní bankou".
Jellingem prochází železniční trať Herning – Vejle. V roce 2003 byl Jelling první obcí v Dánsku, která svým obyvatelům nabídla bezdrátové připojení k internetu. Každoročně se v obci koná hudební festival Jelling, třetí největší festival v Dánsku. V obci je též škola Bredagerskolen, kterou navštěvuje přes 800 studentů. V obci sídlí též CVU Lillebælt, kde se školí učitelé a vychovatelé.